# Auf Probe gestellt
Auf Probe gestellt ist ein deutsches Stummfilmlustspiel aus dem Jahre 1918 von Rudolf Biebrach mit Henny Porten in der Hauptrolle.

## Handlung
Die ebenso junge wie verarmte Witwe Gräfin Marlene von Steinitz soll auf Anraten ihres Schwagers den geistig unterbelichteten, dafür aber äußerst wohlhabenden Reichsgrafen Adolar von Warowingen heiraten, da sie dadurch all ihre Sorgen auf einen Schlag lossein würde. Sie bittet Graf Steinitz um eine Frist von acht Tagen und reist in die Stadt, um zu einem Entschluss zu kommen und ganz nebenbei ihr freies Leben noch einmal in vollen Zügen auszukosten.
Auf einem dortigen Künstlerfest lernt sie den Maler Frank Merwin kennen, sorgt dafür, dass er betäubt wird und lässt den gutaussehenden, jungen Mann auf ihr Schloss bringen. Als er aus einer Dämmerung erwacht, wird er von den Umstehenden wie eine berühmte Persönlichkeit behandelt. Die maskierte Marlene gibt sich als seine Braut aus, um ihn auf die Probe zu stellen, ob er als ihr zukünftiger Ehemann etwas tauge. Obwohl Merwin diese Prüfung sehr schlecht besteht und man ihn in Richtung seines ärmlichen Zimmerchen entlässt, entscheidet sich die Gräfin für ihn. Graf Adolar bekommt von Marlene einen Korb, und in der Stadt feiern Marlene und Frank Verlobung.

## Produktionsnotizen
Auf Probe gestellt entstand im Februar 1918, passierte die Filmzensur im darauf folgenden Monat und wurde am 15. März 1918 im Berliner Mozartsaal uraufgeführt. Der Film besaß vier Akte, verteilt auf eine Länge von 1584 Meter. Ein Jugendverbot wurde ausgesprochen.
Die Filmbauten stammen von Ludwig Kainer.

## Kritik
Paimann’s Filmlisten resümierte: „Humoristik und Photos sehr gut. Spiel und Szenerie ausgezeichnet.“